# Willendorf

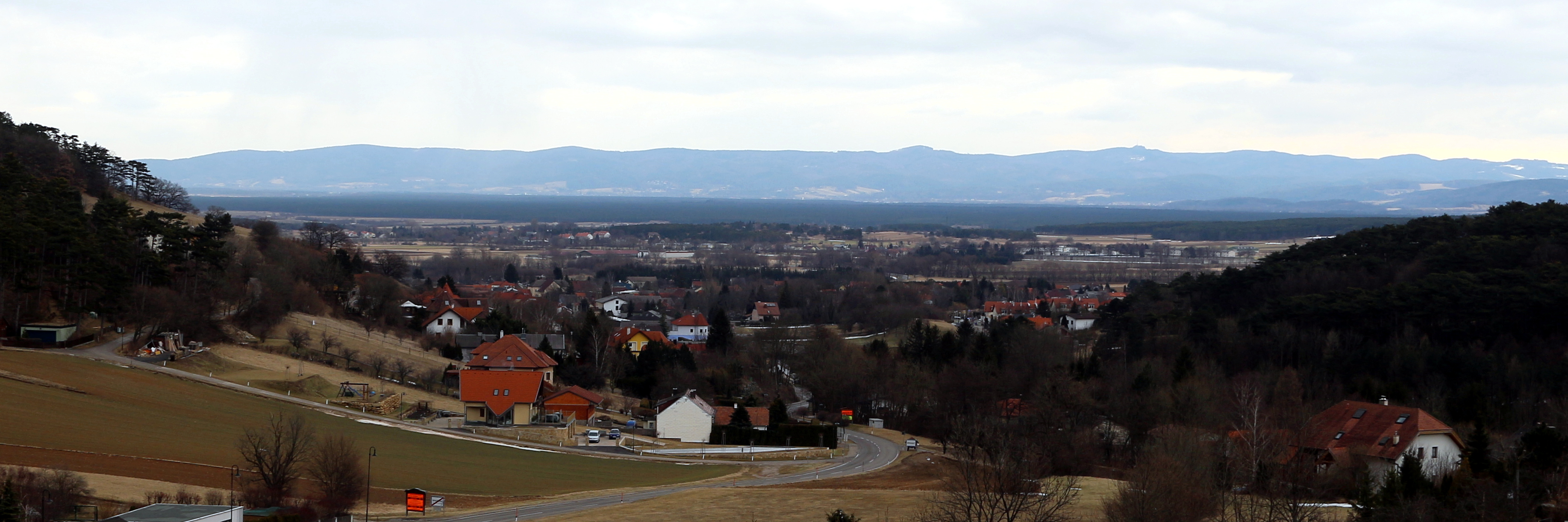
Willendorf

Willendorf an der Schneebergbahn (tiếng Đức: Willendorf trên Schneebergbahn) là một thị xã thuộc huyện Neunkirchen trong bang Niederösterreich, Áo.